# Nazmi Albadawi
Nazmi Albadawi (nacido el 24 de agosto de 1991) es un jugador de fútbol estadounidense de origen palestino. Actualmente juega como centrocampista ofensivo para el North Carolina FC en la USL Championship. En la universidad se desempeñó en el equipo de fútbol de la Universidad Estatal de Carolina del Norte. Aunque nació en los Estados Unidos, Albadawi juega para la selección de fútbol de Palestina.

## Carrera profesional

### Juventud
Albadawi comenzó a jugar al fútbol a nivel de clubes para el Triangle United Soccer Association, donde contribuyó a la consecución de 3 campeonatos consecutivos de la USYSA Región III, de 2008 a 2010.
A nivel de instituto, jugó para los Athens Drive High School Jaguars de Raleigh, Carolina del Norte. Obtuvo menciones por su juego en sus 4 temporadas, y fue elegido tres veces para la selección de toda la conferencia y una vez más, durante su último año, para la selección de toda la región. Terminó su carrera de instituto con 35 goles y 60 asistencias en 88 partidos.

### Universidad
Entre 2010 y 2013, Albadawi jugó cuatro años de fútbol universitario en la Universidad Estatal de Carolina del Norte, antes de lo cual ya había jugado un año para el Wake Technical Community College. El 9 de noviembre de 2013, marcó el gol de la victoria en tiempo añadido contra sus rivales estatales de la Universidad de Carolina del Norte.
Mientras estaba en la universidad, Albadawi jugó en la cuarta división de fútbol de los Estados Unidos (la NPSL) para el equipo sub-23 de los Carolina RailHawks, en los años 2012 y 2013.

### Carrera profesional
Albadawi firmó con el Carolina RailHawks de la NASL el 11 de abril de 2014. El 28 de mayo de ese mismo año marcó el primer gol de su carrera profesional en una victoria 2-0 contra los Charlotte Eagles, en la 2.ª ronda del Lamar Hunt U.S. Open Cup. El 12 de octubre de 2014 fue nombrado jugador de la semana de la NASL después de marcar un gol y dar una asistencia en la victoria contra el San Antonio Scorpions. El 1 de diciembre de 2014, los RailHawks validaron su opción de compra para la temporada 2015. El 12 de enero de 2016, los RailHawks anunciaron que Albadawi había renovado con un contrato de varios años.  Durante la temporada 2016, Albadawi jugó de inicio 29 partidos con los RailHawks, con quienes marcó 3 goles y batió el récord de la NASL con 10 asistencias en una sola temporada. Al final de esta temporada fue elegido para el Once Ideal de la NASL.
Antes de comenzar la temporada 2017 de la NASL, Albadawi entrenó con el NK Istra 1961, de la Primera Liga de Croacia. Durante esta temporada, llevó a su equipo a las semifinales de la NASL y volvió a ser incluido en el Once Ideal de esta liga.
El 15 de enero de 2018, Albadawi firmó un contrato de varios años con el FC Cincinnati de la USL, equipo con el que hizo una temporada «impresionante», siendo una de las piezas clave para el éxito de su equipo. Aunque comenzó perdiéndose los cinco primeros partidos por una lesión, jugó en 27 de los últimos 29 partidos del Cincinnati. Marcó un total de 10 goles en esta temporada, cuatro de ellos en partidos consecutivos, lo que ayudó a que su equipo batiera el récord de la USL con 23 partidos invicto. Después de haber jugado un solo partido con el Cincinnati durante su primera temporada en la Major League Soccer en 2019, Albadawi fue cedido de nuevo a los RailHawks el 30 de mayo de 2019. El 21 de noviembre de 2019 renovó con el equipo de Carolina del Norte para la temporada 2020.

## Carrera internacional
Nazmi Albadawi jugó su primer partido internacional con la selección de Palestina el 16 de noviembre de 2018, en un amistoso contra Pakistán jugado en el Estadio Internacional Faisal Al-Husseini, en Al-Ram, Palestina. El partido terminó con una victoria 2-1 y Albadawi marcó el gol de la victoria. Al terminar este partido viajó a China para disputar un partido con la selección de fútbol local. En el vuelo de ida, las trabas burocráticas relativas a la ocupación israelí de Palestina hicieron que los jugadores de la diáspora palestina, entre ellos Albadawi, tuvieran que coger un vuelo distinto al de aquellos que solo cuentan con pasaporte palestino. Poco después acudió con su selección a la Copa de Asia de 2019, celebrada en los Emiratos Árabes Unidos.

### Goles internacionales
| Núm. | Fecha                   | Sede                                                        | Adversario | Gol anotado | Resultado final | Competición |
| ---- | ----------------------- | ----------------------------------------------------------- | ---------- | ----------- | --------------- | ----------- |
| 1    | 16 de noviembre de 2018 | Estadio Internacional Faisal Al-Husseini, Al-Ram, Palestina | Pakistán   | 2-1         | 2-1             | Amistoso    |

## Vida personal
Albadawi es el más joven de tres hermanos, puesto que tiene dos hermanas mayores. Albadawi fue elegido delegado de clase los cuatro años que estuvo en el instituto. Tanto sus abuelos paternos como los maternos emigraron a Kuwait en 1938 desde el Mandato británico de Palestina. La familia de su padre es original de la localidad de Tarshiha. En 1990, después de la invasión irakí de Kuwait, la familia de Albadawi decidió emigrar a los Estados Unidos. Junto con otras 20 o 30 familias de palestinos, se establecieron en Raleigh, capital de Carolina del Norte, donde Nazmi nacería poco después.
Se casó con Yasmeen Mustafa el 29 de diciembre de 2018.
Albadawi es musulmán y en 2019 afirmó: «mi fe ha crecido mucho en los últimos dos años y esto es algo que ha sido muy importante para mí».